# Душан Петковић (фудбалер, 1903)
Душан Петковић „Сенегалац“ (рођен 13. априла 1903. у Београду, Краљевина Србија — преминуо 2. децембра 1979. у Њујорк, САД) био је југословенски фудбалер.
Надимак „Сенегалац“ је добио због своје тамне пути. Скоро читаву каријеру је провео у дресу СД Југославије. За њу је на 175 утакмица постигао 219 голова, чиме је постао други стрелац у историји клуба иза Драгана Јовановића који је 311 пута био стрелац.
Освојио је оба првенства у историји СД Југославија (1924. и 1925), а 1926. је био најбољи лигашки стрелац, са осам голова постигнутих на шест утакмица. Током 1927. наступао је заједно са Банетом Секулићем за француски Монпеље.
У дресу селекције Београда одиграо је 27 утакмица. Дрес са државним грбом је носио осам пута и на два меча је био стрелац. Дебитовао је 28. октобра 1923. у Прагу, на пријатељској утакмици са репрезентацијом Чехословачке. Постигао је први гол на мечу који је завршен резултатом 4-4. Последњи меч за репрезентацију је одиграо 28. јуна 1926. у Загребу, опет против Чехословачке. Утакмица је завршена 2-6, а он је и тада био стрелац. 
Учествовао је на Олимпијским играма 1924. у Паризу, на којима је репрезентација Југославије завршила учешће након првог кола у којем је поражена од Уругваја са 7–0.
Петковић је био уредник спортске рубрике у београдском листу „Време“, а пред рат 1941, као виши конзуларни службеник, отишао је у Софију и више се није враћао у земљу. Живео је у Њујорку, где је у зиму 1979. и преминуо од последица неизлечиве болести.
| #  | Датум             | Место                 | Противник    | Гол | Резултат | Такмичење       |
| -- | ----------------- | --------------------- | ------------ | --- | -------- | --------------- |
| 1. | 28. октобар 1923. | Праг, Чехословачка    | Чехословачка | 1-0 | 4-4      | Пријатељска     |
| 2. | 10. фебруар 1924. | Загреб, Краљевина СХС | Аустрија     |     | 1-4      | Пријатељска     |
| 3. | 26. мај 1924.     | Париз, Француска      | Уругвај      |     | 0-7      | Олимпијске игре |
| 4. | 28. октобар 1925. | Праг, Чехословачка    | Чехословачка |     | 7:0      | Пријатељска     |
| 5. | 4. новембар 1925. | Падова, Италија       | Италија      |     | 1-2      | Пријатељска     |
| 6. | 30. мај 1926.     | Загреб, Краљевина СХС | Бугарска     |     | 3-1      | Пријатељска     |
| 7. | 13. јуни 1926.    | Париз, Француска      | Француска    |     | 4-1      | Пријатељска     |
| 8. | 28. јун 1926.     | Загреб, Краљевина СХС | Чехословачка | 1-0 | 2-6      | Пријатељска     |